# Coppa della Confederazione CAF 2006
La Coppa della Confederazione CAF 2006 è la 3ª edizione della competizione.
La squadra campione in carica è il FAR Rabat, vincitore dell'edizione 2005.

## Turno preliminare
L'andata del turno preliminare si è disputata dal 17 al 19 febbraio, il ritorno dal 3 al 5 marzo.
| Squadra 1                  | Totale          | Squadra 2                   | Andata | Ritorno |
| -------------------------- | --------------- | --------------------------- | ------ | ------- |
| ASC Entente                | Rit.            | ASO Chlef                   |        |         |
| Sahel SC                   | 2 - 4           | Séwé Sports                 | 1 - 1  | 1 - 3   |
| ES Zarzis                  | 2 - 0           | E.S.O.                      | 2 - 0  | 0 - 0   |
| Akonangui Fútbol Club      | 0 - 0 (5-4 dcr) | Impôts FC                   | 0 - 0  | 0 - 0   |
| TP USCA Bangui             | 1 - 5           | Les Astres                  | 1 - 3  | 0 - 2   |
| Tourbillon FC              | 3 - 5           | Diables Noirs               | 2 - 2  | 1 - 3   |
| Bakau United FC            | 1 - 2           | OC Bukavu Dawa              | 1 - 0  | 0 - 2   |
| Al-Akhdar                  | 1 - 4           | Haras El-Hodood             | 1 - 0  | 0 - 4   |
| Rayon Sport                | 2 - 0           | Awassa City FC              | 1 - 0  | 1 - 0   |
| Mighty Blackpool           | 2 - 3           | ASC CS Sucrière             | 2 - 1  | 0 - 2   |
| World Hope                 | 1 - 2           | Uganda Revenue Authority SC | 1 - 1  | 0 - 1   |
| Dynamic Togolais           | 0 - 5           | AS Bamako                   | 0 - 0  | 0 - 5   |
| AS Kabasha                 | 0 - 2           | Sogéa Football Club         | 0 - 0  | 0 - 2   |
| SMB FC                     | 0 - 3           | Township Rollers            | 0 - 2  | 0 - 1   |
| ZESCO United               | 4 - 0           | Pointe aux Sables Mates     | 3 - 0  | 1 - 0   |
| Squadra Zimbabwe           | 1               | Moro United                 |        |         |
| Clube Ferroviário da Beira | 2 - 1           | Elan Club Mitsoudje         | 2 - 1  | 2       |
| JKU SC                     | 1 - 2           | USJF Ravinala               | 0 - 0  | 1 - 2   |

1 Lo Zimbabwe non è stato rappresentato da alcuna squadra dato che, quella da cui avrebbe dovuto essere rappresentata, il Masvingo United, è stato squalificato dalla competizione.
2 Il ritorno non è stato disputato dopo un consenso reciproco da parte delle due squadre.

## Primo turno
L'andata del primo turno si è disputata dal 17 al 19 marzo, il ritorno dal 31 marzo al 2 aprile.
| Squadra 1                   | Totale          | Squadra 2                  | Andata | Ritorno |
| --------------------------- | --------------- | -------------------------- | ------ | ------- |
| ASO Chlef                   | 0 - 1           | AS Douanes                 | 0 - 0  | 0 - 1   |
| Séwé Sports                 | 2 - 3           | NA Hussein Dey             | 1 - 0  | 1 - 3   |
| ES Zarzis                   | 1 - 6           | Olympique Khouribga        | 1 - 0  | 0 - 6   |
| Akonangui Fútbol Club       | 1 - 1 (5-6 dcr) | Lobi Stars                 | 1 - 0  | 0 - 1   |
| Les Astres                  | 2 - 3           | Pétro Atlético             | 1 - 2  | 2 - 2   |
| Diables Noirs               | 2 - 3           | Berekum Arsenal            | 2 - 1  | 0 - 2   |
| OC Bukavu Dawa              | 0 - 2           | Heartland F.C.             | 0 - 0  | 0 - 2   |
| Haras El-Hodood             | 7 - 0           | AS Kaloum Star             | 6 - 0  | 0 - 1   |
| Rayon Sport                 | 1 - 3           | Al-Ittihad Al-Iskandary    | 1 - 0  | 0 - 3   |
| ASC CS Sucrière             | 0 - 4           | Espérance                  | 0 - 1  | 0 - 3   |
| Uganda Revenue Authority SC | 2 - 3           | Al-Merrikh                 | 2 - 1  | 0 - 2   |
| AS Bamako                   | 1 - 0           | King Faisal Babes          | 1 - 0  | 0 - 0   |
| Sogéa Football Club         | 1 - 2           | GD Interclube              | 1 - 0  | 0 - 2   |
| ZESCO United                | 2 - 3           | Township Rollers           | 2 - 1  | 0 - 2   |
| Moro United                 | 6 - 01          | TP Mazembe                 | 3 - 0  | 3 - 0   |
| USJF Ravinala               | 0 - 0 (4-3 dcr) | Clube Ferroviário da Beira | 0 - 0  | 0 - 0   |

1 Il TP Mazembe per essersi presentato in ritardo alla partita d'andata a causa di problemi di trasporti.

## Secondo turno
L'andata del secondo turno si è disputata dal 21 al 23 aprile, il ritorno dal 5 al 7 maggio.
| Squadra 1        | Totale          | Squadra 2               | Andata | Ritorno |
| ---------------- | --------------- | ----------------------- | ------ | ------- |
| NA Hussein Dey   | 3 - 1           | AS Douanes              | 2 - 0  | 1 - 1   |
| Lobi Stars       | 2 - 3           | Olympique Khouribga     | 1 - 1  | 1 - 2   |
| Berekum Arsenal  | 0 - 2           | Pétro Atlético          | 0 - 0  | 0 - 2   |
| Haras El-Hodood  | 2 - 3           | Heartland F.C.          | 0 - 0  | 2 - 3   |
| Espérance        | 1 - 1 (4-3 dcr) | Al-Ittihad Al-Iskandary | 1 - 0  | 0 - 1   |
| AS Bamako        | 1 - 1 (2-3 dcr) | Al-Merrikh              | 3 - 0  | 0 - 3   |
| Township Rollers | 1 - 2           | GD Interclube           | 1 - 1  | 0 - 1   |
| USJF Ravinala    | 2 - 5           | Moro United             | 1 - 2  | 1 - 3   |

## Terzo turno
L'andata del terzo turno si è disputata dal 14 al 16 luglio, il ritorno dal 28 al 30 luglio. I vincitori del secondo turno della Coppa della Confederazione affrontano gli sconfitti del secondo turno della Champions League.
| Squadra 1            | Totale | Squadra 2           | Andata | Ritorno      |
| -------------------- | ------ | ------------------- | ------ | ------------ |
| USCA Foot            | 0 - 1  | GD Interclube       | 0 - 0  | 0 - 1        |
| Renacimiento FC      | 5 - 4  | Heartland F.C.      | 5 - 0  | 0 - 4        |
| Étoile Sahel         | 7 - 1  | Moro United         | 4 - 1  | 3 - 0        |
| FC Saint Eloi Lupopo | 3 - 2  | Al-Merrikh          | 2 - 0  | 1 - 2        |
| ASC Port Autonome    | 0 - 4  | Pétro Atlético      | 0 - 1  | 0 - 3 (tav.) |
| FAR Rabat            | 2 - 1  | NA Hussein Dey      | 2 - 0  | 0 - 1        |
| Al Hilal Omdurman    | 1 - 2  | Olympique Khouribga | 0 - 0  | 1 - 2        |
| Raja Casablanca      | 0 - 2  | Espérance           | 0 - 0  | 0 - 2        |

## Fase a gironi

### Gruppo A
| Squadra             | P.ti | G | V | P | S | GF | GS | DR |
| ------------------- | ---- | - | - | - | - | -- | -- | -- |
| FAR Rabat           | 13   | 6 | 4 | 1 | 1 | 9  | 5  | 4  |
| Olympique Khouribga | 10   | 6 | 3 | 1 | 2 | 6  | 4  | 2  |
| Pétro Atlético      | 8    | 6 | 2 | 2 | 2 | 10 | 7  | 3  |
| GD Interclube       | 3    | 6 | 1 | 0 | 5 | 3  | 12 | -9 |

| Casa                | Ris.  | Fuori               |
| ------------------- | ----- | ------------------- |
| GD Interclube       | 1 - 3 | Pétro Atlético      |
| FAR Rabat           | 3 - 1 | Olympique Khouribga |
| Olympique Khouribga | 1 - 0 | GD Interclube       |
| Pétro Atlético      | 1 - 1 | FAR Rabat           |
| FAR Rabat           | 2 - 0 | GD Interclube       |
| Olympique Khouribga | 1 - 0 | Pétro Atlético      |
| GD Interclube       | 0 - 2 | FAR Rabat           |
| Pétro Atlético      | 1 - 1 | Olympique Khouribga |
| Olympique Khouribga | 2 - 0 | FAR Rabat           |
| Pétro Atlético      | 4 - 1 | GD Interclube       |
| GD Interclube       | 1 - 0 | Olympique Khouribga |
| FAR Rabat           | 2 - 1 | Pétro Atlético      |

### Gruppo B
| Squadra              | P.ti | G | V | P | S | GF | GS | DR  |
| -------------------- | ---- | - | - | - | - | -- | -- | --- |
| Étoile Sahel         | 18   | 6 | 6 | 0 | 0 | 15 | 3  | 12  |
| Espérance            | 8    | 6 | 2 | 2 | 2 | 10 | 7  | 3   |
| FC Saint Eloi Lupopo | 4    | 6 | 1 | 1 | 4 | 8  | 12 | -4  |
| Renacimiento FC      | 4    | 6 | 1 | 1 | 4 | 6  | 17 | -11 |

| Casa                 | Ris.  | Fuori                |
| -------------------- | ----- | -------------------- |
| Étoile Sahel         | 1 - 0 | Espérance            |
| FC Saint Eloi Lupopo | 5 - 1 | Renacimiento FC      |
| Espérance            | 1 - 0 | FC Saint Eloi Lupopo |
| Renacimiento FC      | 0 - 2 | Étoile Sahel         |
| Étoile Sahel         | 4 - 1 | FC Saint Eloi Lupopo |
| Espérance            | 5 - 0 | Renacimiento FC      |
| FC Saint Eloi Lupopo | 0 - 1 | Étoile Sahel         |
| Renacimiento FC      | 1 - 1 | Espérance            |
| Espérance            | 1 - 3 | Étoile Sahel         |
| Renacimiento FC      | 3 - 0 | FC Saint Eloi Lupopo |
| FC Saint Eloi Lupopo | 2 - 2 | Espérance            |
| Étoile Sahel         | 4 - 1 | Renacimiento FC      |

## Finale

### Andata
| Arbitro: | Ahmed Auda |

|              |           |           |
| El Bahri 72’ | Marcatori | 34’ Silva |

### Ritorno
| Susa 2 dicembre | Étoile Sahel  | 0 – 0 | FAR Rabat | Stade Olympique de Sousse\| Arbitro: \| Daniel Benett \| |
| Arbitro:        | Daniel Benett |       |           |                                                          |

L'Étoile Sahel vince per la regola dei gol fuori casa.

## Campione
| Vincitore Coppa della Confederazione CAF 2006 |
| --------------------------------------------- |
| Étoile Sahel (primo titolo)                   |